# Мубарек
Мубаре́к (узб. Muborak / Муборак) — город (с 1974 года), расположен на юге Республики Узбекистан, является административным центром Мубарекского района Кашкадарьинской области и находится в северо-западной части области. Город находится в равнинной местности среди Каршинской степи .

## История
Возник в конце 1960-х годов, как посёлок при строящемся газоперерабатывающем комплексе. Название Мубарек (узб. muborak — «благодатный») было дано в советское время. Местная легенда гласит, что название произошло от наименования деревни Ходжамуборак, которая была создана в честь известного исламского ученого.
В 1974 году поселку Мубарек был присвоен статус города. Есть железнодорожная станция.

## Население
Население — 31 455 жителей.
Основу населения при возникновении города составили нефтяники и газовики, работающие на местном заводе и на месторождениях Мубарекского района.
В советскую эпоху это был многонациональный населённый пункт, где проживали русские, таджики, украинцы, азербайджанцы. После распада СССР этнический состав стал более однородным: большинство жителей — узбеки.
В 1989 году население города составляло 19 900 человек, на 2002 год в городе проживало 28 300 человек, в 2016 году население города составляло 30 100 человек.
Город Мубарек занимает 61 место по численности населения в Узбекистане и 6 место в Кашкадарьинской области.

## Экономика
В районе Мубарека ведётся добыча природного газа, имеется газоперерабатывающий завод. Газоконденсатное месторождение Мубарек расположено недалеко от города. В годы СССР Мубарак был небольшим городом, каким и остается.
Мубарек — типичный советский город с невыразительной однотипной застройкой, где помимо основных инфраструктурных объектов можно выделить красивую мечеть и новый спорткомплекс с футбольной ареной.

## Транспорт
Мубарек — транзитный город так как через город проходит автотрасса А380 (Бухара — Карши) и железнодорожная ветка аналогичного направления. Через город ходит поезд Китаб — Карши — Бухара. Имеются автобусные направления из Мубарека в Косон , Карши, Бухару .

## Культура
В Мубараке расположены здание районного управления, газоперерабатывающий завод, предприятие «Муборакнефтегаз», типография, десять строительно-ремонтных предприятий, фермерский рынок, много мелких магазинов и кафе, общеобразовательные школы, дошкольные образовательные учреждения, производственно-профессиональные, медицинский и экономический колледжи, ПТУ, телецентр, библиотека, клуб, стадион, детско-юношеский спортивный комплекс, теннисный корт, заброшенный парк культуры и отдыха, центральная больница и другие медицинские учреждения.  В городе имеются водолечебные физиотерапевтические больницы.

## Спорт
В городе имеется профессиональный футбольный клуб «Машъал», выступающий в Про-лиге A Узбекистана.